# Amazmaz
Amazmaz är ett platåberg i Mauretanien. Det ligger i den centrala delen av landet, 300 km nordost om huvudstaden Nouakchott. Toppen på Amazmaz är 337 meter över havet, eller 113 meter över den omgivande terrängen. Bredden vid basen är 2,8 kilometer.
Terrängen runt Amazmaz är kuperad åt nordost, men åt sydväst är den platt.  Trakten runt Amazmaz är nära nog obefolkad, med mindre än två invånare per kvadratkilometer. Det finns inga samhällen i närheten. Trakten runt Amazmaz är ofruktbar med lite eller ingen växtlighet.